# Campeonatos Amateurs de Pichincha
El Campeonato Amateur de Pichincha, más conocido como Copa de Quito, fue un torneo de carácter Amateur organizado por la Concentración Deportiva de Pichincha(CDP), este junto con el Campeonato Amateur de Guayaquil fueron los primeros torneos de fútbol organizado en el país desde 1922 hasta 1953 a excepción de 1941 por la Guerra peruano-ecuatoriana, el conjunto con más títulos fue el conjunto del Gladiador con un total de 13 títulos de los cuales conseguiría 7 de manera consecutiva un récord histórico no solamente para el fútbol quiteño sino para fútbol ecuatoriano.

## Historia del campeonato
El Campeonato Amateur de Pichincha, más conocido como Copa de Quito, fue uno de los primeros torneos de fútbol jugados en el Ecuador, fue organizado por la Concentración Deportiva de Pichincha y se jugó en la ciudad de Quito desde 1922 hasta el año de 1953, teniendo una duración de 31 ediciones a excepción del torneo de 1941 que no se pudo jugar por la Guerra peruano-ecuatoriana el torneo se terminaría de jugar en 1953 siendo como último campeón al conjunto de LDU(Q) tras la finalización del mismo, los clubes decidieron profesionalizarse e crearon a la AFNA, siguiendo los pasos de los clubes guayaquileños que 2 años antes se profesionalizaron y cuyo torneo naciente sería el Campeonato Profesional Interandino.

## Formato del Torneo
El formato del campeonato de cada año era variable la cantidad de equipos participantes pero siempre se contaban comúnmente con una sola etapa, o en los últimos años de la competición se jugaba una final o triangular para definir al campeón y subcampeón
- En las temporadas de 1948 y 1949 se jugaron con 10 equipos, en ambos torneos se jugaron una sola vuelta de todos contra todos, mientras que en el caso de los descensos en 1948 no hubo descenso mientras que la de edición de 1949 si hubo descenso.

- En las temporadas de 1950 y 1951 se jugaron con 10 equipos, de los cuales el torneo de 1950 se definió a una sola vuelta de todos contra todos, mientras que la edición de 1951 se definió el torneo por medio de un triangular final, en el caso de los descensos solamente el de 1950 hubo descenso ya que para la temporada de 1951 se decidió aumentar la cantidad de 10 a 11 equipos.

- En las temporadas de 1952 y 1953 se jugaron con 11 equipos, de los cuales el torneo de 1952 se jugó a una sola vuelta de todos contra todos, mientras que la de 1953 se tuvo que definir al campeón por medio de una final entre los 2 mejores equipos de la tabla general, y si hubo descenso.

## Historial del Campeonato Amateur de Pichincha
| Año  | Campeón                           |
| ---- | --------------------------------- |
| 1922 | Sociedad Deportiva Gladiador (1)  |
| 1923 | Sociedad Deportiva Gladiador (2)  |
| 1924 | Sociedad Deportiva Gladiador (3)  |
| 1925 | Sociedad Deportiva Gladiador (4)  |
| 1926 | Sociedad Deportiva Gladiador (5)  |
| 1927 | Sociedad Deportiva Gladiador (6)  |
| 1928 | Sociedad Deportiva Gladiador (7)  |
| 1929 | Club Círculo Ecuador (1)          |
| 1930 | Sociedad Deportiva Gladiador (8)  |
| 1931 | Sociedad Deportiva Gladiador (9)  |
| 1932 | Liga Deportiva Universitaria (1)  |
| 1933 | Sociedad Deportiva Gladiador (10) |
| 1934 | Club Gimnástico (1)               |
| 1935 | Club Gimnástico (2)               |
| 1936 | Club Gimnástico (3)               |
| 1937 | Sociedad Deportiva Gladiador (11) |
| 1938 | Club Gimnástico (4)               |
| 1939 | Club Sacramento (1)               |
| 1940 | Sociedad Deportiva Gladiador (12) |
| 1941 | No Hubo Torneo                    |
| 1942 | Club Titán (1)                    |
| 1943 | Club Titán (2)                    |
| 1944 | Sociedad Deportiva Gladiador (13) |
| 1945 | Sociedad Deportiva Aucas (1)      |
| 1946 | Sociedad Deportiva Aucas (2)      |
| 1947 | Sociedad Deportiva Aucas (3)      |
| 1948 | Sociedad Deportiva Aucas (4)      |
| 1949 | Sociedad Deportiva Aucas (5)      |
| 1950 | Sociedad Deportiva Argentina (1)  |
| 1951 | Sociedad Deportiva Aucas (6)      |
| 1952 | Liga Deportiva Universitaria (2)  |
| 1953 | Liga Deportiva Universitaria (3)  |

### Palmarés
| Equipo          | Campeonatos |
| --------------- | ----------- |
| Gladiador       | 13          |
| Aucas           | 6           |
| Gimnástico      | 4           |
| LDU(Q)          | 3           |
| Titán           | 2           |
| S.D.Argentina   | 1           |
| Sacramento      | 1           |
| Círculo Ecuador | 1           |

## Campeones consecutivos
| Equipo           | Temporadas campeón                  |
| Heptacampeonatos | Heptacampeonatos                    |
| ---------------- | ----------------------------------- |
| Gladiador (7)    | 1922,1923,1924,1925,1926,1927,1928. |
| Pentacampeonatos |                                     |
| Aucas (5)        | 1945,1946,1947,1948,1949.           |
| Tricampeonatos   |                                     |
| Gimnástico (3)   | 1934,1935,1936.                     |
| Bicampeonatos    |                                     |
| LDU(Q) (2)       | 1952,1953.                          |
| Titán(2)         | 1942,1943.                          |